# Omsuktxan
Omsuktxan (en rus: Омсукчан) és un poble (possiólok) de l'óblast de Magadan, a Rússia, que el 2019 tenia 3.707 habitants.